# チェッケル人
チェッケル人 (Tjeker) 、は前1200年のカタストロフの時代にエジプトなどに襲来した「海の民」を構成した民族集団の一つ。

## 概要
彼らはラムセス3世と「海の民」との戦いを描いたメディネト・ハブ葬祭殿の碑文において初めて歴史上に登場する。実際の戦闘場面においてその戦術や武具などが個別に示されているところはない。それでも、「捕虜になった長たち (Captive Chieftains) 」の部分のレリーフから彼らの視覚的な特徴をいくらか知ることができる。その人物の頭部は、最上部が前後に広がった不思議な輪郭をしている。髪形だと考えればモヒカン刈りのようであり、帽子だと考えればつばのない角帽のようでもある。また彼は、低い鼻と厚い唇をしている。
さらに紀元前1100年頃の古代エジプトの文学作品である『ウェンアメンの物語』の中に、カナン北部、カルメル山の南、タボル山の西にあるドルという町の住人として登場している。『旧約聖書』によればこのドルを含んだ地域は後にマナセ人によって征服されたが、チェッケル人に関する記述は何も残っていない。
一説として、彼らはトロイア戦争に出てくるイリオスの王プリアモスの6代前の祖先テウクロス (Τευκεροσ) と関係があるのではないかと言われている。そして、テウクロスという名前はトロアス地方にあるテウクリという都市のギリシア名でもある。そのため、彼らは遠くトロアス地方から恐らくキプロス島を経由してパレスチナにやって来て、ドルを含むパレスチナ北部の海岸地帯に定住したのだろうと考えられている。北方戦争でエジプトへの侵入を試みるより前からすでにそこに定住していたのか、それともラムセス3世に撃退されて初めてそこに定住したあるいは定住させられたのかは分からないが、『ウエンアメンの物語』から判断する限りでは遅くとも紀元前12世紀の半ばまでにはその土地にいたのだろう。しかし、その後彼らがどこへ行ったのか、今となっては全く分からない。